# Manfred Dammeyer
Manfred Dammeyer (* 31. März 1939 in Hausberge, heute Stadtteil von Porta Westfalica) ist ein deutscher Pädagoge und Politiker (SPD).

## Leben
Dammeyer legte 1958 sein Abitur ab. Anschließend studierte er Sozial- und Erziehungswissenschaften, schloss das Studium 1963 als Diplom-Sozialwirt ab und wurde 1979 mit seiner Dissertation Die Leitfäden der gewerkschaftlichen Jugendbildungsarbeit und die Probleme ihrer Entwicklung, ihrer Inhalte und Methoden zum Doctor paedagogiae promoviert.
Er war 1965 bis 1975 Direktor der Volkshochschule Oberhausen und wurde 1994 Honorarprofessor für Politische Wissenschaften an der Universität-Gesamthochschule Duisburg.

## Partei
Er trat 1957 der SPD bei.

## Abgeordneter
Er saß vom 28. Mai 1975 bis 1. Juni 2000 sowie vom 3. September 2001 bis 2. Juni 2005 für seine Partei im nordrhein-westfälischen Landtag, 1998 bis 2000 als deren Fraktionsvorsitzender. Dammeyer gewann 1975 den Wahlkreis 077 Oberhausen I sowie bei den nächsten vier Wahlen den Wahlkreis 072 Oberhausen II.

## Öffentliche Ämter
Von 1995 bis 1998 war er im Kabinett Rau V Minister für Bundes- und Europaangelegenheiten. Anschließend stand er von 1998 bis 2000 als Präsident und dann bis 2002 Vizepräsident dem Ausschuss der Regionen der Europäischen Union vor.